# Elektromobilwerk Kaha
Elektromobilwerk Kaha GmbH war ein deutscher Automobilhersteller.

## Unternehmensgeschichte
Das Unternehmen war in Wasseralfingen ansässig. Die Produktion fand zwischen 1920 und 1922 statt. Konstrukteur war Hans Keitel, der bei den Dornier-Werken tätig war und Erfahrungen im Flugzeugbau hatte.

## Fahrzeuge

### Markenname Kaha
Unter dem Namen Kaha wurde ein Kleinwagen vermarktet. Er hatte eine stromlinienförmige Karosserie und je nach Quelle einen oder zwei Sitzplätze. Ein Elektromotor mit etwa 1,5 PS Leistung trieb über eine Kette die Hinterräder an. Das vordere Einzelrad wurde gelenkt. Auffallend waren die Speichenräder.

### Markenname Keitel
Unter diesem Markennamen entstanden lediglich zwei Prototypen, die als Luftstromwagen bezeichnet wurden. Für den Antrieb sorgte ein Vierzylindermotor der Motorenfabrik Paul Baer aus Berlin. Neben einem offenen Zweisitzer mit selbsttragendem Aufbau gab es auch eine Limousine mit drei Sitzen.